# Dorotea av Bulgarien
Dorotea av Bulgarien, död 1390, var en drottning av Bosnien 1377–1390 som gift med kung Tvrtko I av Bosnien. 